# Akio Ōta
Akio Ōta (jap. 太田明生 Ōta Akio; * 3. September 1984 in Abashiri) ist ein ehemaliger japanischer Eisschnellläufer.

## Werdegang
Ōta nahm im November 2005 in Salt Lake City erstmals am Eisschnelllauf-Weltcup teil, wobei er die Plätze 56 und 34 über 500 m errang und belegte bei der Winter-Universiade 2007 in Turin den 19. Platz über 1000 m sowie den vierten Rang über 500 m. In der Saison 2009/10 wurde er mit fünf Top-Zehn-Platzierungen Zehnter in der Weltcupwertung über 500 m. Dabei erreichte er mit dem dritten Platz über 500 m in Heerenveen seine erste Podestplatzierung im Weltcup. Beim Saisonhöhepunkt, den Olympischen Winterspielen 2010 in Vancouver, lief er auf den 17. Platz über 500 m. In der folgenden Saison kam er neunmal unter den ersten Zehn, darunter der dritte Platz in Obihiro sowie der zweite Rang über 500 m in Moskau und errang damit den sechsten Platz in der Weltcupwertung über 500 m. Bei der Sprintweltmeisterschaft 2011 in Heerenveen belegte er den 18. Platz im Sprint-Mehrkampf. Seinen letzten Weltcup absolvierte er im Dezember 2013 in Berlin, welchen er in der B-Gruppe auf dem sechsten Platz über 500 m beendete.

## Erfolge

### Olympische Spiele
- 2010 Vancouver: 17. Platz 500 m

### Sprint-Weltmeisterschaften
- 2011 Heerenveen: 18. Platz Sprint-Mehrkampf

## Persönliche Bestzeiten
| Disziplin | Zeit        | Datum             | Ort            |
| --------- | ----------- | ----------------- | -------------- |
| 500 m     | 34,75 s     | 11. Dezember 2009 | Salt Lake City |
| 1000 m    | 1:09,16 min | 10. März 2013     | Calgary        |
| 1500 m    | 1:52,17 min | 6. März 2013      | Calgary        |
| 5000 m    | 8:10,05 min | 14. Februar 2003  | Tomakomai      |